# Sinodiaptomus sarsi
Sinodiaptomus sarsi är en kräftdjursart som först beskrevs av Rylov 1923.  Sinodiaptomus sarsi ingår i släktet Sinodiaptomus och familjen Diaptomidae. Inga underarter finns listade i Catalogue of Life.